# Anthrax hellenicus
Anthrax hellenicus är en tvåvingeart som beskrevs av Francois 1966. Anthrax hellenicus ingår i släktet Anthrax och familjen svävflugor.
Artens utbredningsområde är Grekland. Inga underarter finns listade i Catalogue of Life.